# Clube de Futebol Os Balantas
El Clube de Futebol Os Balantas és un club de Guinea Bissau de futbol de la ciutat de Mansôa. Els seus colors són el blau i el blanc.

## Palmarès
- Lliga de Guinea Bissau de futbol:[2]
  - 1975, 2006, 2009, 2013

- Copa de Guinea Bissau de futbol:[3]
  - 2006